# Wedge Tombs von Baur

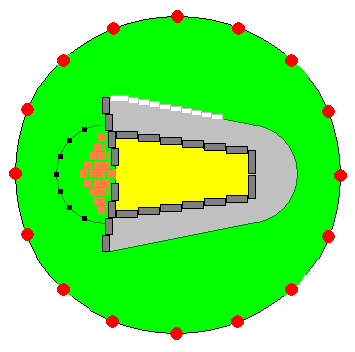
Prinzipskizze Wedge tomb am Beispiel von Island

Die Wedge Tombs von Baur liegen nur wenig westlich des Poulnabrone Dolmen und östlich von Cahermacnaughten im zentralen Burren im County Clare in Irland. In Baur (irisch Bárr Ghleann Slaod) gibt es vier Wedge Tombs. Wedge Tombs (deutsch „Keilgräber“), früher auch „wedge-shaped gallery grave“ genannt, sind doppelwandige, ganglose, mehrheitlich ungegliederte Megalithbauten der späten Jungsteinzeit und der frühen Bronzezeit.

## Baur Süd
ist eins der Keilgräber. Es ist insofern etwas untypisch, als es nicht nur seitlich mit einer Doppelwand ausgestattet war, sondern insgesamt, also auch im Deckenbereich. Die Außenkammer ist etwa 2,5 m lang und ihre Decksteine ruhen auf denen der inneren Kammer. Diese Megalithanlage ist unter Vegetation verborgen und schwer zu finden.
Lage: 53° 2′ 43,1″ N, 9° 10′ 2,9″ W
Im Townland Baur South gibt es zwei weitere Wedge Tombs.

## Baur Nord
liegt etwa 500 m nordöstlich von Baur South. Es ist eine einfache Konstruktion mit ähnlichen Maßen wie Baur Süd. Auch diese Megalithanlage ist unter Vegetation verborgen und schwer zu finden. Hilfreich ist, dass es nahe bei einem landwirtschaftlichen Gebäude liegt.
Lage: 53° 2′ 56,5″ N, 9° 9′ 34,5″ W